# Октябрьский (Аркадакский район)
Октя́брьский — посёлок в Аркадакском районе Саратовской области. Посёлок входит в состав Большежуравского сельского поселения.

## Население
| 2002 | 2010 |
| ---- | ---- |
| 370  | ↘262 |

## Уличная сеть
В поселке восемь улиц: ул. Горная, ул. Дорожная, ул. Зелёная, ул. Механизаторская, ул. Молодёжная, ул. Набережная, ул. Садовая, ул. Центральная.

## История
Поселок основан немцами-менонитами из Екатеринославской губернии. Они купили у князя Вяземского 9,5 тыс. десятин земли около г. Аркадака Саратовской губернии. На этих землях были созданы 7 поселений.